# Balečki most
Balečki most (Balački most), most na rijeci Cetini nedaleko od sela Vinalića, na području Grada Vrlike.

## Povijest
Sagrađen je 1907. godine u doba Austro-Ugarske. Podignut je sklopu cestovnog povezivanja dalmatinskog zaleđa. Austrijska uprava carske pokrajine Dalmacije poduzela je gradnju mosta. Izvođači su bili domaći majstori. Građevni materijal bio je dotjerani kamen tamno-sive boje. Most ima tri otvora polukružnog oblika jednakih veličina koji leže na kamenim pilonima pravokutnog presjeka. Po obliku i gradnji balečki most je srodan je ostalim mostovima iz druge polovice 19. i s početka 20. stoljeća u Dalmaciji. Područje oko mosta, uključujući i korito rijeke Cetine veliko je arheološko nalazište s nalazima iz prapovijesti i antike. Most je obnovljen 2014. godine, pri čemu je zadržan izvorni arhitektonski oblik. Ukupne je duljine 45 metara i širine 5 metara te je projektiran kao dvosmjerna prometnica.

## Opis dobra
Zidalni kameni most nad Cetinom ima tri lučna otvora koji leže na kamenim pilonima pravokutnog presjeka. Čeoni zid mosta završava vijencem pravokutnog presjeka koji se pruža čitavom dužinom mosta. Ograda mosta je kamena s kosim većim poklopnim pločama. Konstrukcija mosta učvršćena je krilnim zidovima stožastog oblika s uzvodne i nizvodne strane, građenim grubo obrađenim kamenom. Balački most najviši je most Sinjske krajine, oblikom i načinom gradnje srodan je s ostalim mostovima druge polovice 19. st. u Dalmaciji, građen domaćim kamenom i od domaćih majstora.

## Zaštita
Pod oznakom Z-5028 zaveden je kao nepokretno kulturno dobro - pojedinačno, pravna statusa zaštićena kulturnog dobra, klasificirano kao "profana graditeljska baština".